# Bernard Le Grelle
Bernard le Grelle, né le 7 juillet 1948 à Alost en Belgique, est un journaliste d'investigation belge, lobbyiste et conseiller politique. Il est membre de la famille Le Grelle.

## Jeunesse

### Abbaye Saint-André
Après ses études primaires au Collège Notre-Dame d'Anvers, Bernard Le Grelle fait ses études au pensionnat de l'abbaye Saint-André (Bruges). Il y remporta le concours du Lyons Club de Bruges pour son essai sur la paix dans le monde.

### Tour du monde
Bernard Le Grelle a commencé sa carrière en voyageant. Après un voyage en Syrie en 1968, qui s'est terminé dans une prison turque à la suite d'un accident de voiture impliquant un camion de l'armée, il a parcouru 30 000 km, d'Anvers à Katmandou (Népal) le long du hippie trail. L'expédition fut couverte par la presse à son départ,. Il a depuis raconté ce voyage à plusieurs journaux,.

### Études
En 1969, il obtient un baccalauréat supérieur à l'université Saint-Louis de Bruxelles et en 1973, une licence en sciences économiques, sociales et politiques de l'Université catholique de Louvain (UCL).

## Carrière
En 1973, il entre à la Graduate School of Journalism de l'université Columbia[réf. nécessaire] et devient consultant du Programme des Nations unies pour le développement[réf. nécessaire]. 

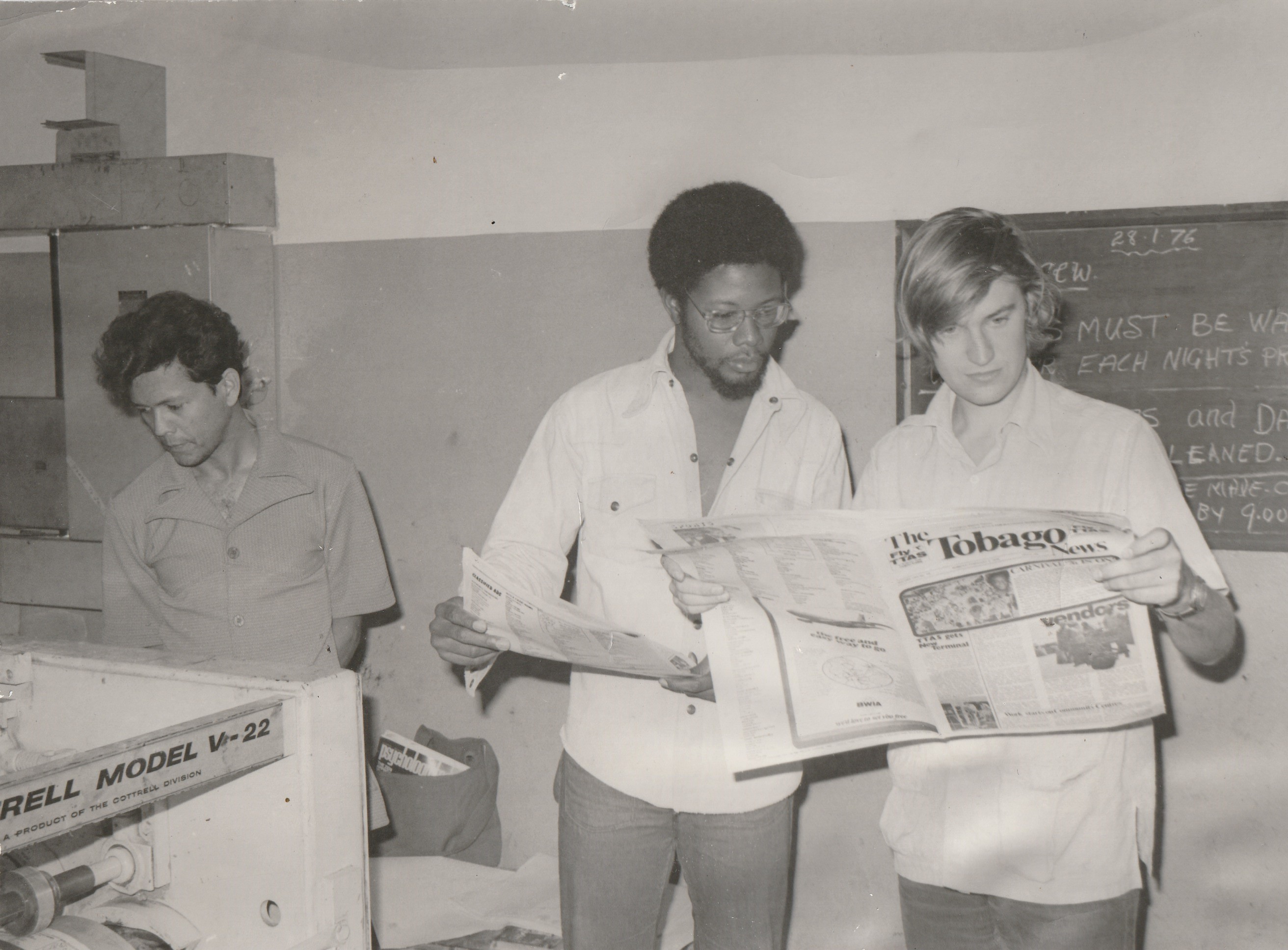
Bernard Le Grelle, éditeur de The Tobago News.

En 1975, Bernard Le Grelle devient expert de l'UNESCO à Tobago. Il fonde The Tobago News, le premier et unique journal de l'île, dont il est rédacteur en chef (1975) et éditeur de 1975 à 1977. En 1977, il devient directeur adjoint du Nouvel Économiste à Paris. Il fait pression pour obtenir les droits d'atterrissage du Concorde à New York. En 1980, il organise une mission en Corée et aux Philippines sous la direction de François Giscard d'Estaing.

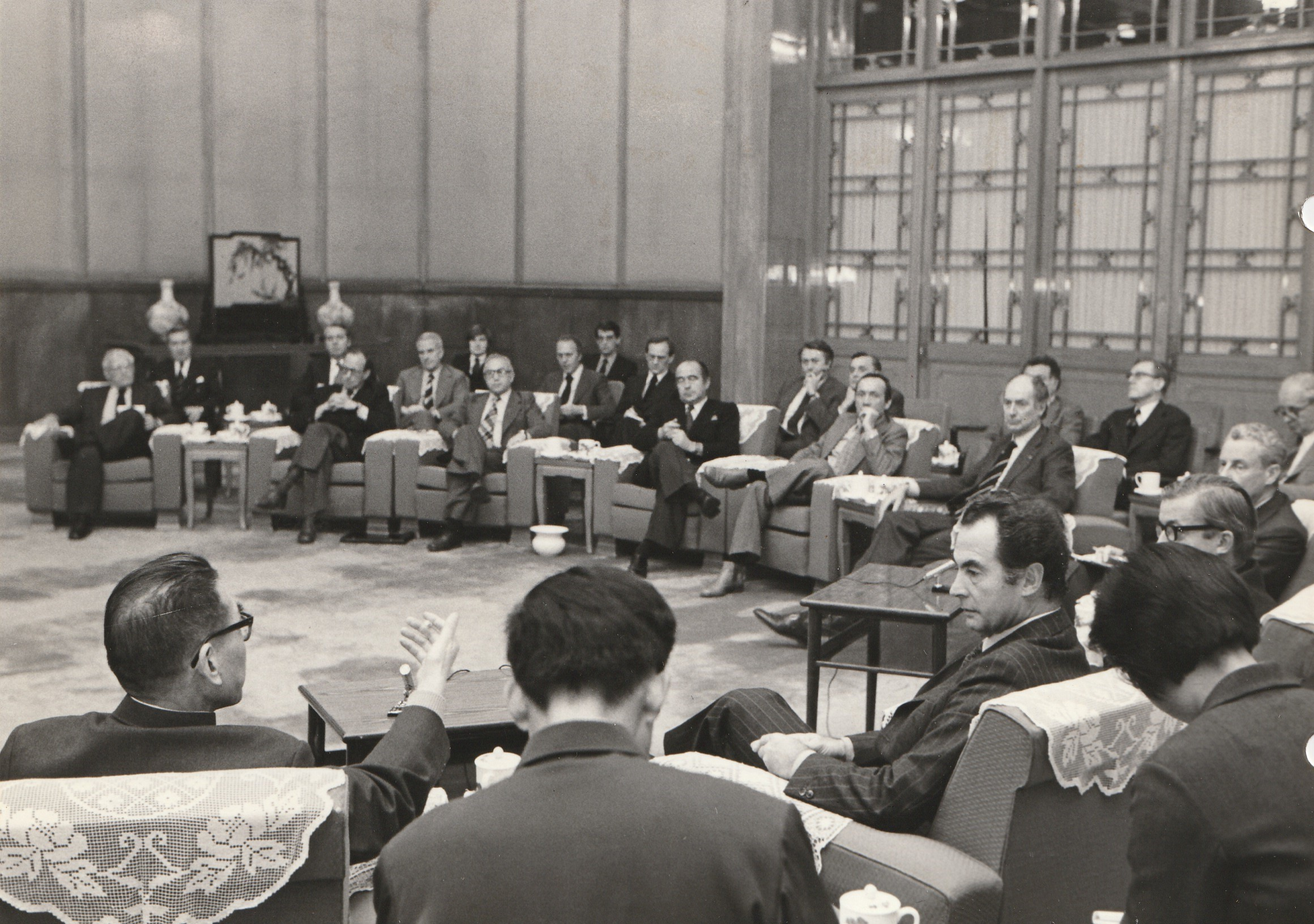
La délégation française de 17 PDG de grandes entreprises françaises lors de leur rencontre avec le vice-Premier ministre chinois Kang Shi'en.

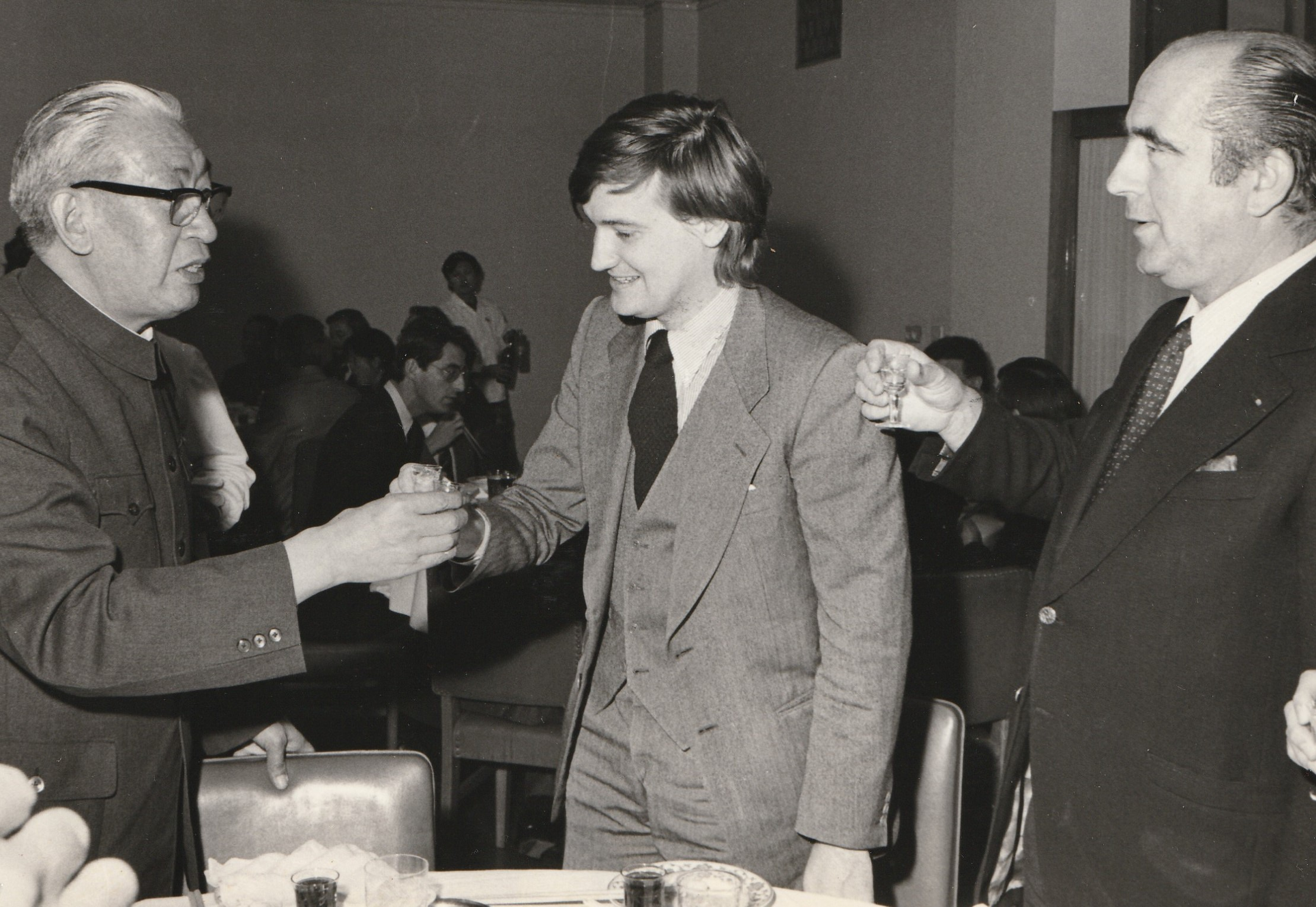
Bernard Le Grelle entre Wang Yao-Ting, président du Conseil chinois pour le commerce international, et Francis Bouygues.

En 1982, avec Lee Huebner, l'éditeur et PDG de l'International Herald Tribune, il organise la rencontre de 300 hommes d'affaires, banquiers et diplomates venus de 35 pays avec les membres du gouvernement socialiste français.
En 1982, il lance avec Norman Pearlstine, The Wall Street Journal/Europe,,,, et en 1984, il lance avec Al Neuharth, l'édition internationale en Europe de USA Today,,,.

## Le programme spatial américain

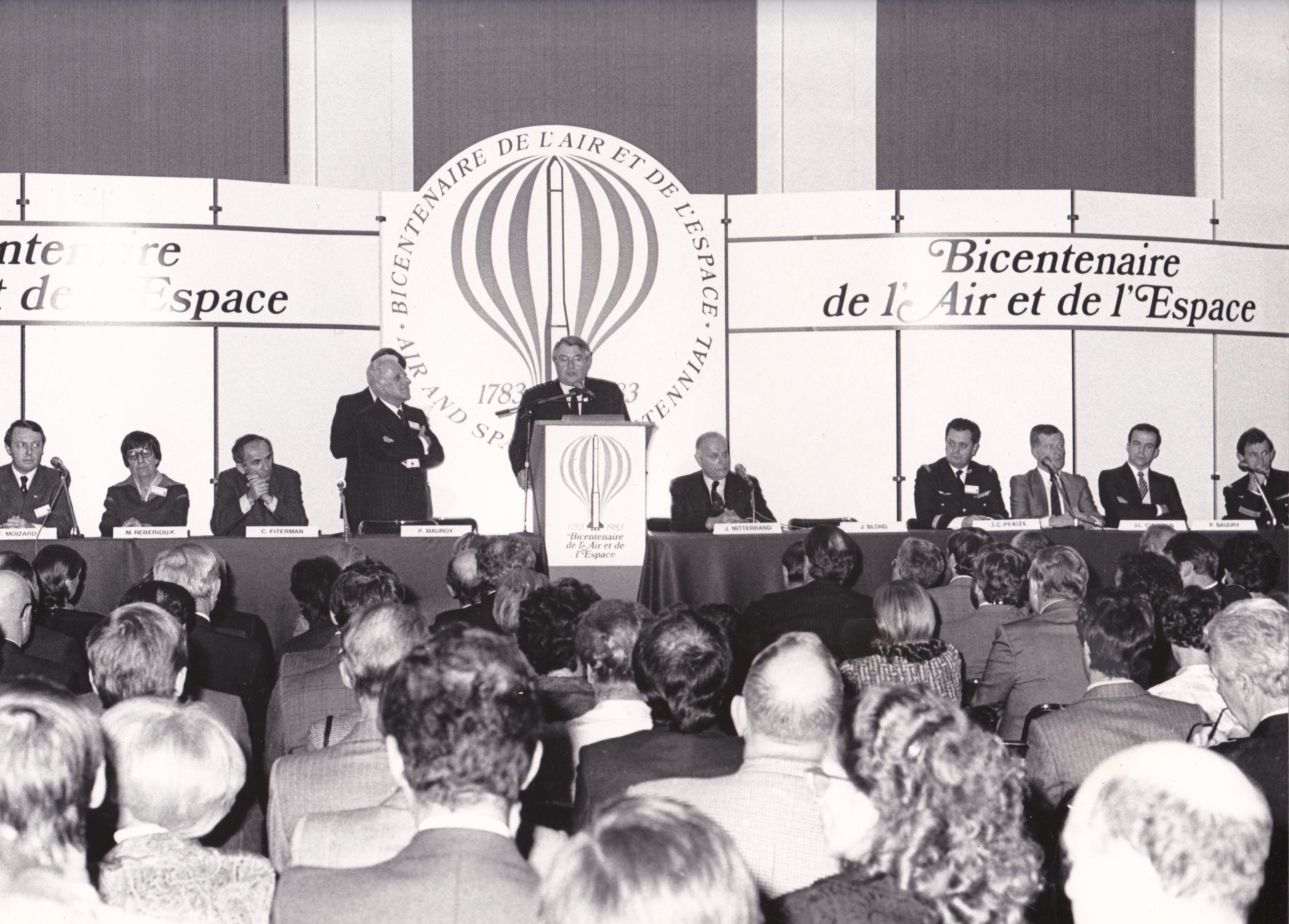
Le Premier ministre français Pierre Mauroy annonçant le Bicentenaire de l'Air et de l'Espace 1983 lors d'une conférence de presse. Également sur le podium, le général Jacques Mitterrand, le ministre des Transports, Charles Fiterman, l'astronaute Jean-Loup Chrétien et l'astronaute Patrick Baudry.

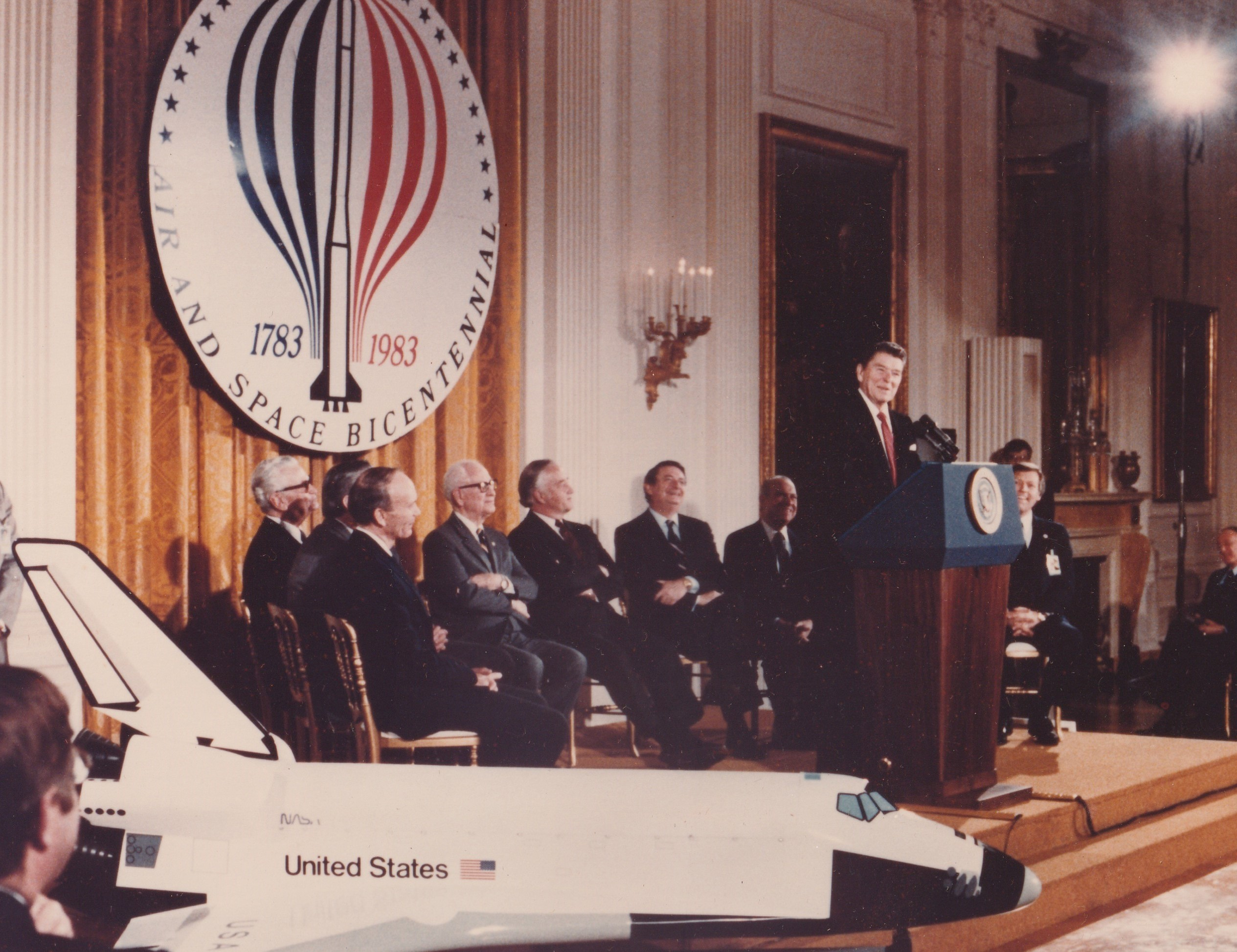
La cérémonie annonçant l'année du Bicentenaire de l’Air et de l’Espace à la Maison-Blanche, le 7 février 1983.

Bernard le Grelle est nommé directeur de l'Agence Nationale du Bicentenaire de l'Air et de l'Espace en 1982. En septembre 1982, il est approché par Larry Mihlon, ancien membre de l'équipe spatiale du président Kennedy, dans le but de créer une organisation similaire aux États-Unis et devient membre fondateur du US Bicentennial Committee.

## Directeur d'une agence d'affaires publiques
En 1982, Bernard Le Grelle fonde la première agence européenne de lobbying Interel qui a fusionné en 2022 avec Dentons,,,,,,,,,, et lance une série de forums mondiaux pour inciter des dirigeants d'entreprise à rencontrer le chef et les membres d'un gouvernement,,,,.
En 1984, il devient le partenaire européen de Gray & Company, fondée par Robert K. Gray (en), ancien secrétaire de cabinet du président Dwight Eisenhower, directeur adjoint de la campagne présidentielle Reagan-Bush en 1980,,,.
De 1982 à 1986, Bernard Le Grelle, avec James I. Campbell Jr., conseiller de Larry Hillblom, le fondateur de DHL, ont contribué à briser le monopole postal existant en Europe, ouvrant la voie à des entreprises telles que FedEx, UPS, TNT et DHL pour opérer sur le continent européen,,.

## Vie politique

### Consul de France
En 1976, il devient Consul de France à Tobago, nommé par Henri Chollet, ambassadeur de France à Port-d'Espagne (Trinidad).

### Campagnes présidentielles
En 1980, Bernard Le Grelle est membre de l'état-major de campagne pour la réélection du président Valéry Giscard d'Estaing. En 1996, lorsque Steve Forbes entre dans les primaires républicaines pour la présidence des États-Unis, Bernard Le Grelle rejoint sa campagne dans le New Hampshire. Bien qu'il remporta les primaires de l'Arizona et du Delaware et obtenu des parts importantes du vote dans d'autres primaires, Forbes n'obtint pas l'investiture républicaine.

### Conseiller politique
Bernard Le Grelle fut conseiller politique, chargé de la promotion des investissements étrangers et de la valorisation de l'image du pays pour le compte de plusieurs Premiers ministres, dont Pierre Mauroy, Wilfried Martens et Ruud Lubbers. Il organisa la visite officielle aux États-Unis du vice-Premier ministre belge Willy De Clercq[source secondaire nécessaire], Gérard Longuet, ministre français des Postes et Télécommunications en 1986,, et de Jacques Médecin, secrétaire d'État au Tourisme et maire de Nice en 1984. Il devient en 2008 président du Comité de soutien pour l'attribution du prix Nobel de médecine à Jean-Claude Chermann, co-découvreur du virus du sida, qui n'a pas reçu du prix Nobel pour sa découverte, contrairement à Luc Montagnier et Françoise Barré-Sinoussi. Le comité aurait réuni "plusieurs centaines" de médecins, professeurs et scientifiques,.

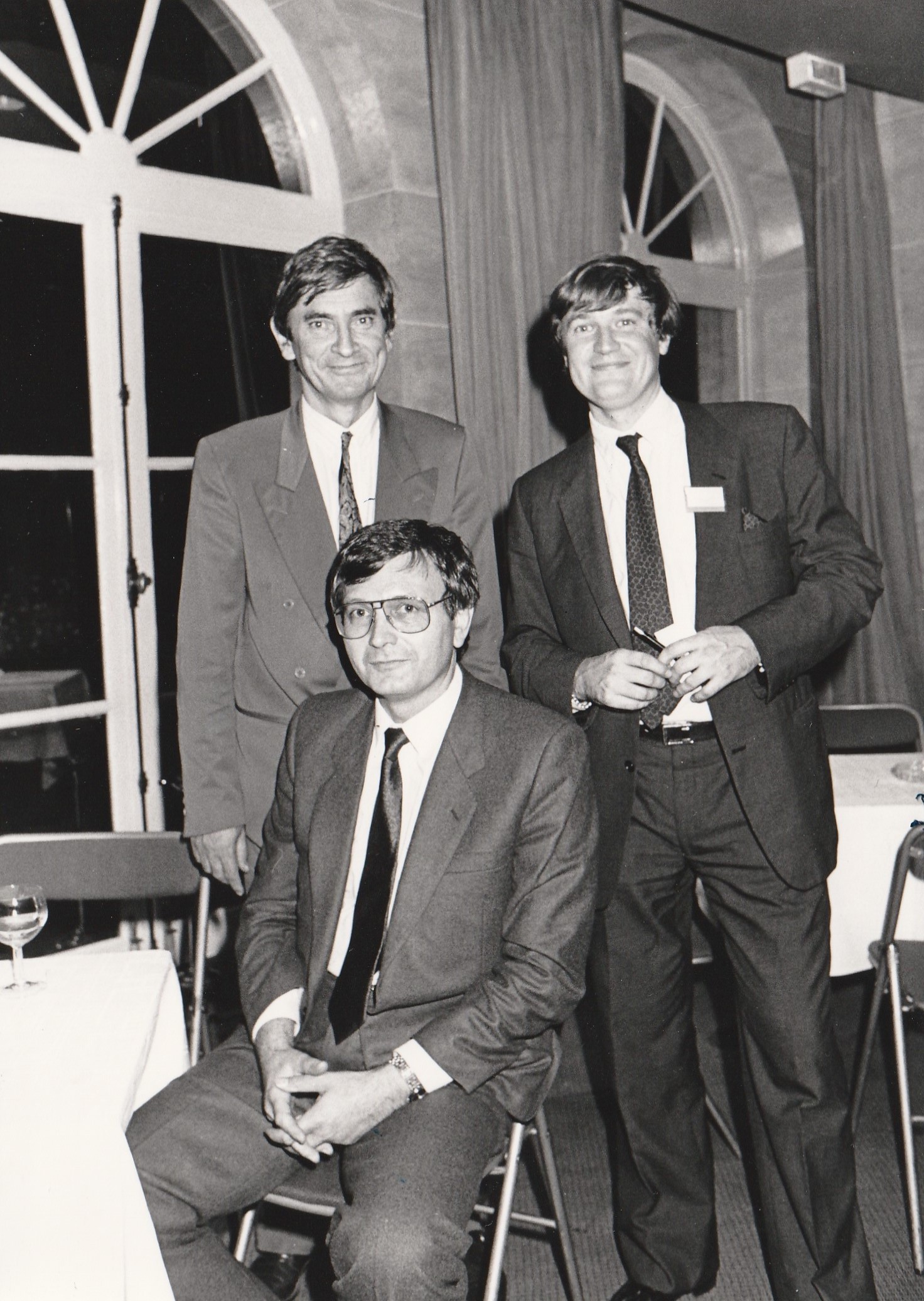
Bernard Le Grelle à l’Élysée avec le lieutenant-colonel Jean-Louis Esquivié et le commissaire divisionnaire Charles Pellegrini de la cellule antiterroriste.

## Professeur et conférencier
Bernard Le Grelle a été professeur à l'Université de Saint-Gall en Suisse et le fondateur, directeur du module "Law, Lobbying and Public Affairs" du programme "Executive Master of European and International Business Law" de cette même université. Il a également été professeur invité à HEC Paris à l'Université de la Sorbonne (Université de Paris 1 Panthéon Sorbonne) et la CECA (Centre Entreprise et Communication Avancée). Il a tenu des conférences sur les stratégies de lobbying pour la Commission européenne et des universités, des chambres de commerce, des organisations professionnelles et des associations patronales en Belgique, France, Suisse, Autriche, Espagne, Italie, aux États-Unis, au Zimbabwe et au Nigeria,.

## Vie privée
En 2007, il épouse Karine Higounet, avocate française. Ils ont un fils, Amaury né en 2007. Ils vivent à Paris et à Cordon près de Megève dans les Alpes françaises,,.

## Livres, publications et filmographie

### Livres
- Lobbyman, Le Pouvoir des Coulisses (Hachette, 1988)[61],[62].
- Les Hommes Préfèrent les Myopes (Editions LPM, 1998)[63]
- Tout le monde doit connaître cette histoire (Editions Stock, 2009) avec Jean-Claude Chermann, Olivier Galzi.

### Publications
- Le service de l'information des Nations unies, un projet de réorganisation (Bibliothèque, École supérieure de journalisme, université Columbia, 1974)
- Le service de l'information des Nations unies, pour une politique de relations publiques aux Nations unies (Université catholique de Louvain, 1974).
- Rapport sur les services de transmission pour les documents commerciaux internationaux urgents et le 19e Congrès de l'Union postale universelle à Hambourg, Allemagne, juin‐juillet 1984 (Chambre de commerce internationale 1984).

### Filmographie
- California 1972, documentaire de 20 min pour Caméra au poing (RTB, télévision belge 1972).
- Katia (1994), coproducteur d'un court métrage avec Lise Fayolle.
- Les hommes préfèrent les myopes (2004), scénariste avec Donna Smith, ancienne vice-présidente de la production et de la post-production d'Universal Pictures.